# 高橋喜一郎
高橋 喜一郎（たかはし きいちろう、1909年（明治42年）10月31日 - 2001年（平成13年）9月16日）は、日本の政治家。山形県新庄市長（5期）。

## 来歴
山形県最上郡新庄町（現・新庄市）出身。1927年、山形県立新荘中学校（現・山形県立新庄北高等学校）卒。1947年、新庄町議会議員に当選。1949年、新庄町の市制施行により、新庄市議会議員となる。市議会議長を2期務めた。1965年、新庄市長に当選する。3期務めた後、1977年に落選。4年後の1981年に市長に返り咲き、2期務め、1989年に退任した。ほか、新庄体育協会、新庄市社会福祉協議会各会長、山形県体育協会理事を歴任した。2001年に死去した。

## 栄典
- 1990年 - 勲三等瑞宝章
- 1999年 - 新庄市名誉市民

## 親族
- 長男 - 高橋栄一郎（新庄市長）